# Laughlin Air Force Base
Laughlin AFB is een vliegbasis van de United States Air Force en plaats (census-designated place) ten oosten van het centrum van Del Rio in de Amerikaanse staat Texas, en valt bestuurlijk gezien onder Val Verde County.
Laughlin AFB is de grootste vliegopleidingsbasis van de Amerikaanse luchtmacht en de thuisbasis van de 47th Flying Training Wing van het Air Education and Training Command en het 96th Flying Training Squadron van het Air Force Reserve Command. Op doordeweekse dagen ziet het vliegveld een bijzonder hoog aantal starts en landingen waarmee het qua vliegbewegingen een van de drukkere luchthavens van de Verenigde Staten is. Er wordt gevlogen met Beechcraft T-6 Texan II (een onder licentie gebouwde versie van de Pilatus PC-9), de Raytheon T-1 Jayhawk en de Northrop T-38 Talon.

## Demografie
Bij de volkstelling in 2000 werd het aantal inwoners vastgesteld op 2225.

## Geografie
Volgens het United States Census Bureau beslaat de plaats een oppervlakte van
15,3 km², geheel bestaande uit land.

## Plaatsen in de nabije omgeving
De onderstaande figuur toont nabijgelegen plaatsen in een straal van 36 km rond Laughlin AFB.